# Maiselova
Maiselova ulice na Starém Městě v Praze spojuje náměstí Franze Kafky a ulic Břehová.
Nazvána je podle bohatého židovského obchodníka a bankéře Mordechaje Maisela (1528–1601), který v roce 1592 nechal v ulici postavit Maiselovu synagogu.

## Historie a názvy
Ulice spojovala střed Starého Města se Židovským Městem, vedla od kostela svatého Mikuláše na Staroměstském náměstí k Břehové ulici. Ulice měla původně víc názvů:
- jižní část – ul. Zlatá
- střední část – ul. Malá Masařská (podle řezníků)
- část u synagog – ul. Rabinská
- severní část – ul. Velkodvorská.

Od roku 1901 se celá ulice nazývá Maiselova, v letech 1940–1945 dočasně ul. Filipa de Monte.

## Budovy, firmy a instituce
- Maiselova synagoga – Maiselova čp. 63[2]
- Židovské muzeum v Praze – Maiselova čp. 15[3]
- Vysoká synagoga – Červená čp. 101[4]
- Staronová synagoga – Červená čp. 2[5]
- Antik Maiselova – Maiselova čp. 15[6][7]
- restaurace U Golema – nárožní dům na adrese Maiselova čp. 62/8 (roh s Jáchymovou)[8]